# Hotel Unique
O Hotel Unique é um hotel localizado na cidade de São Paulo. É muito conhecido pela sua ousada característica arquitetônica, em formato de barco e abriga 95 apartamentos, sendo 10 suítes, e em seu terraço encontra-se o restaurante Skye, coordenado pelo chef Emmanuel Bassoleil.
A arquitetura marcante ainda conta com enormes janelas circulares, dando uma visão panorâmica da região dos Jardins.

## Galeria

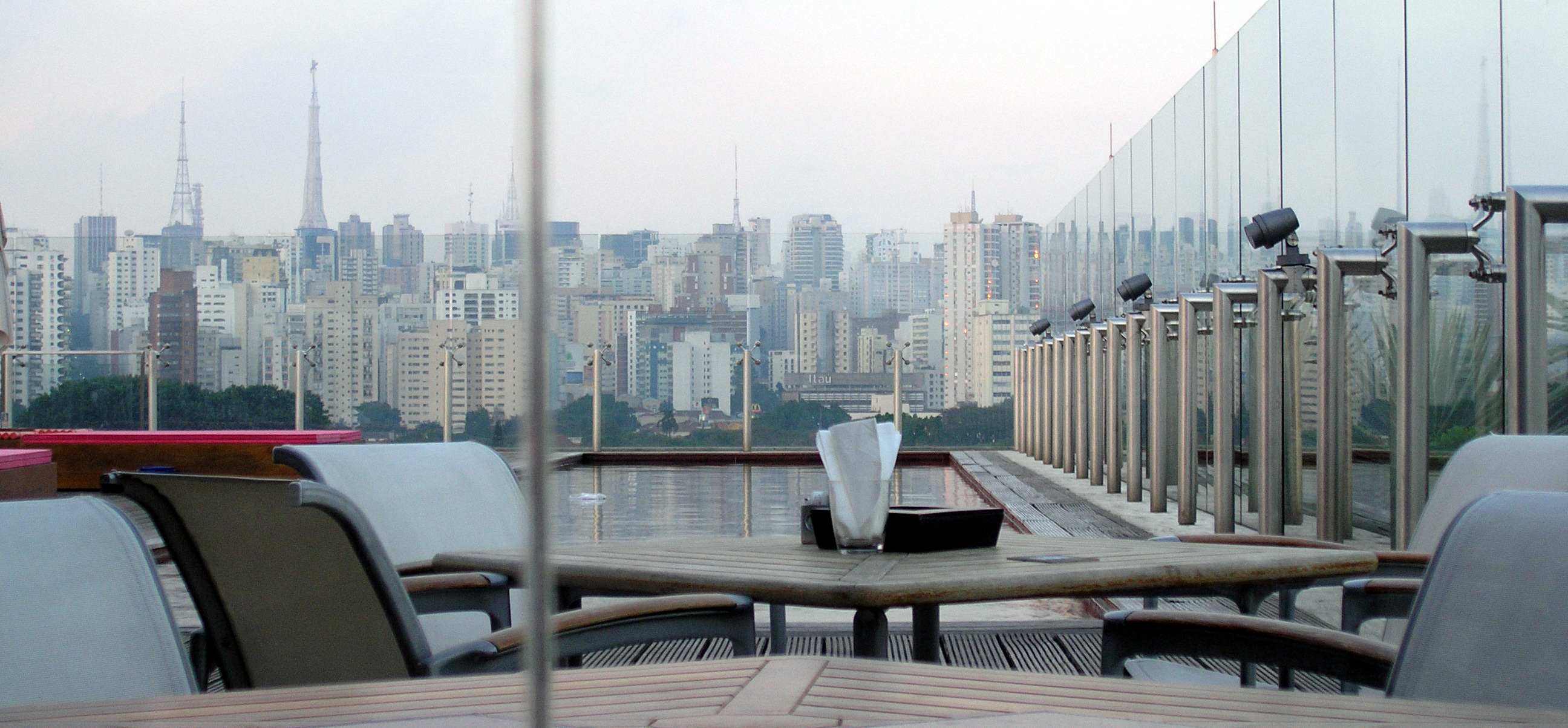
Vista da cobertura
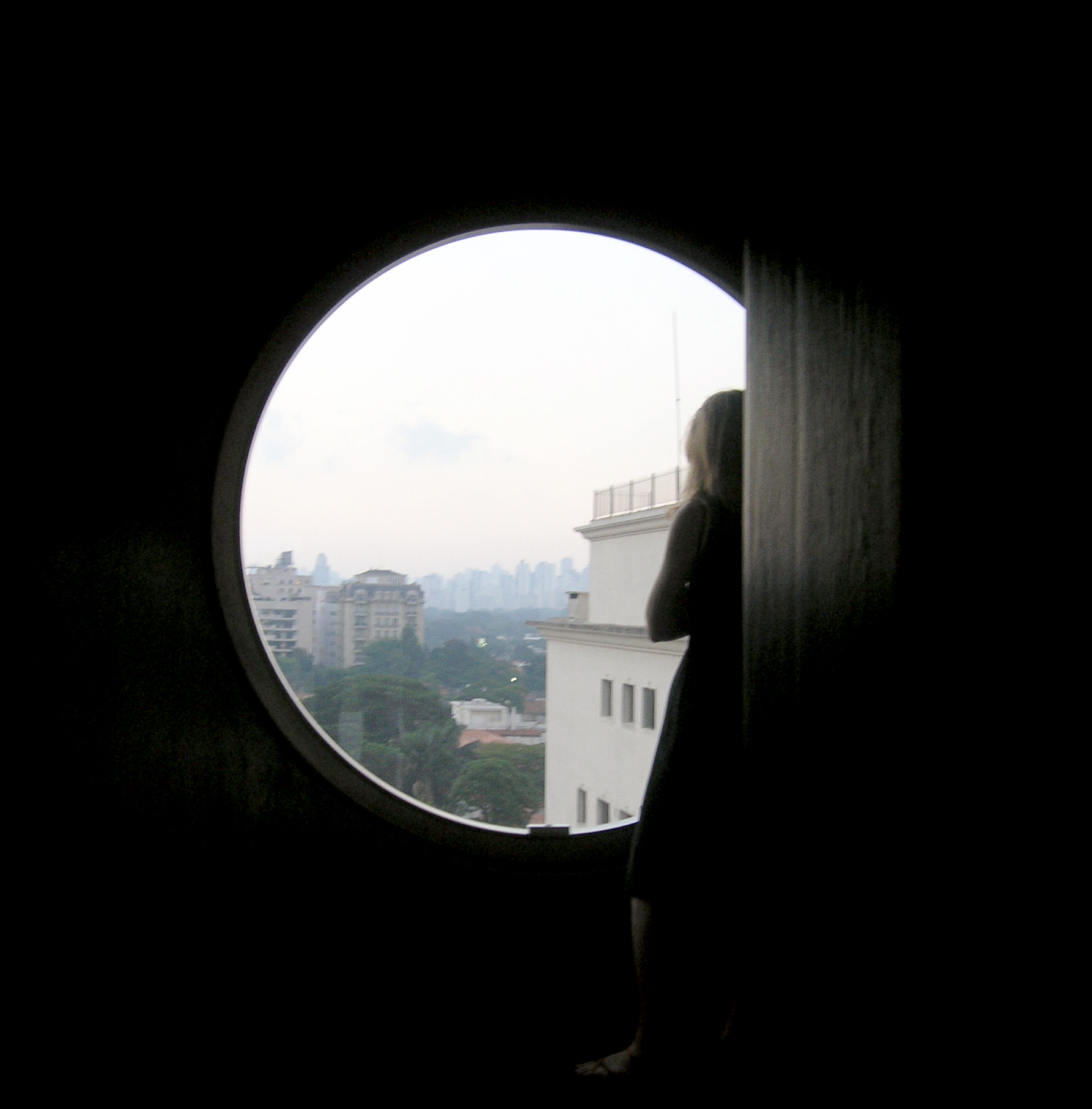
Janela com visão do exterior
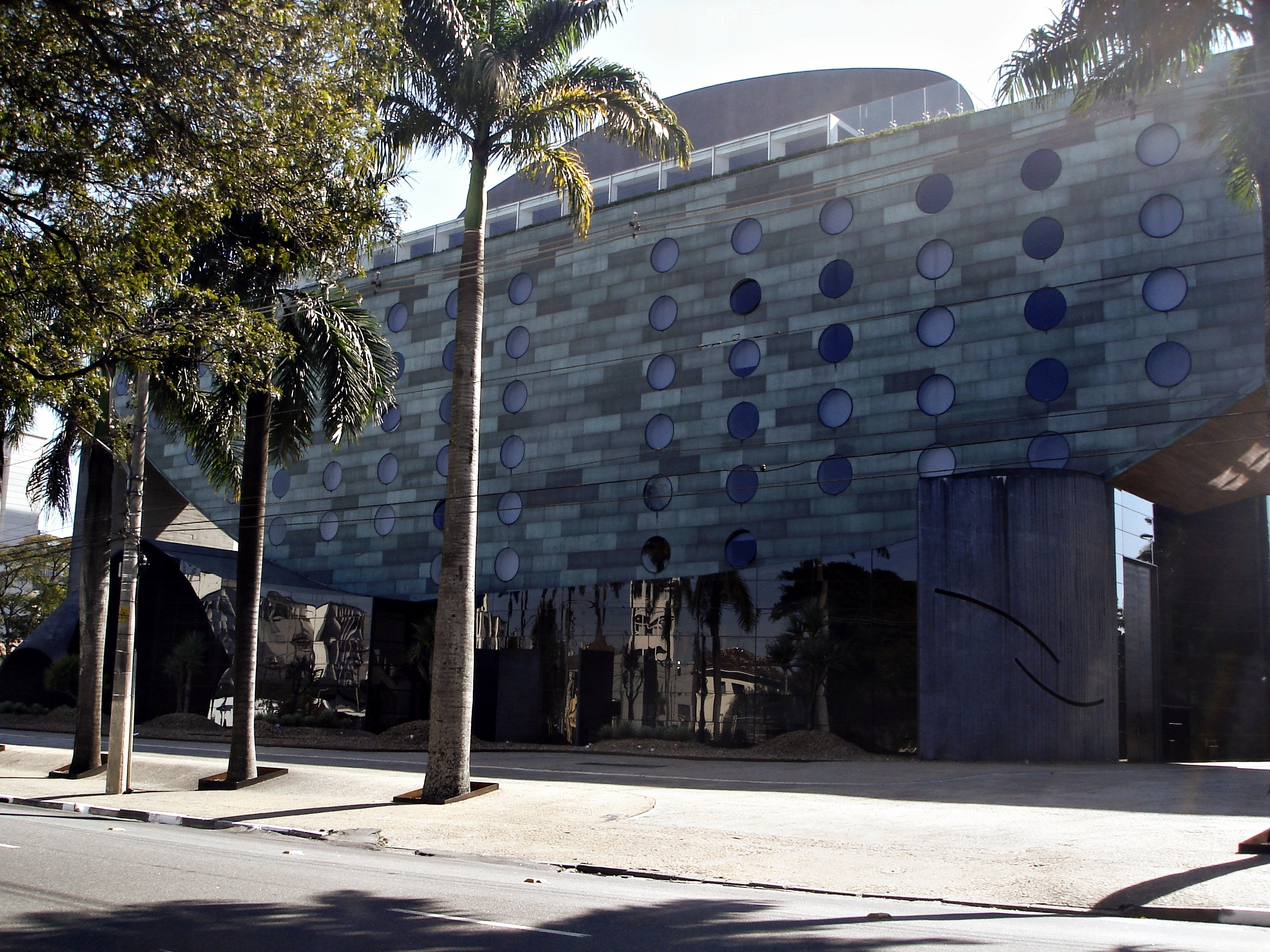
Hotel Unique
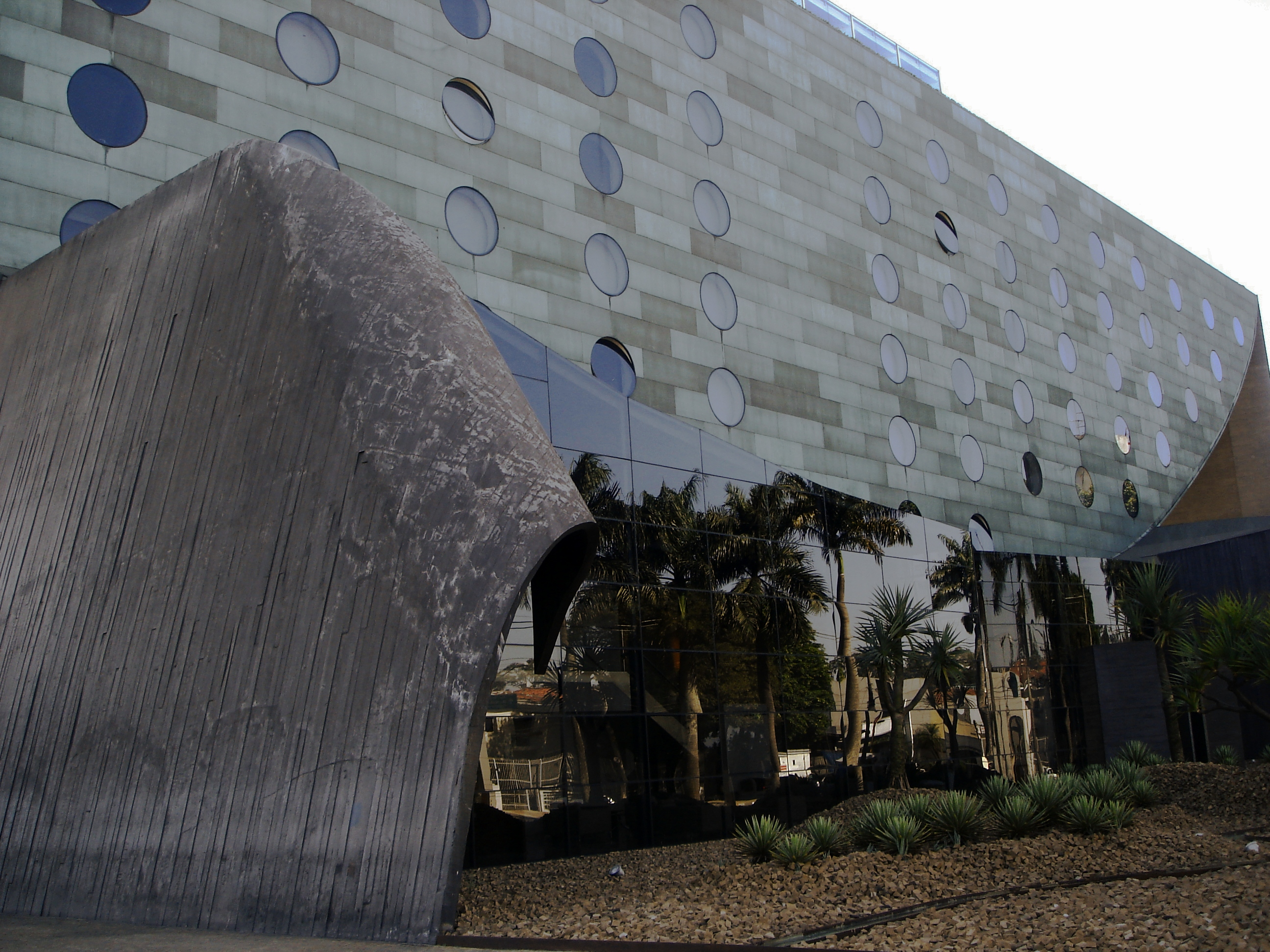
Hotel Unique detalhe da fachada
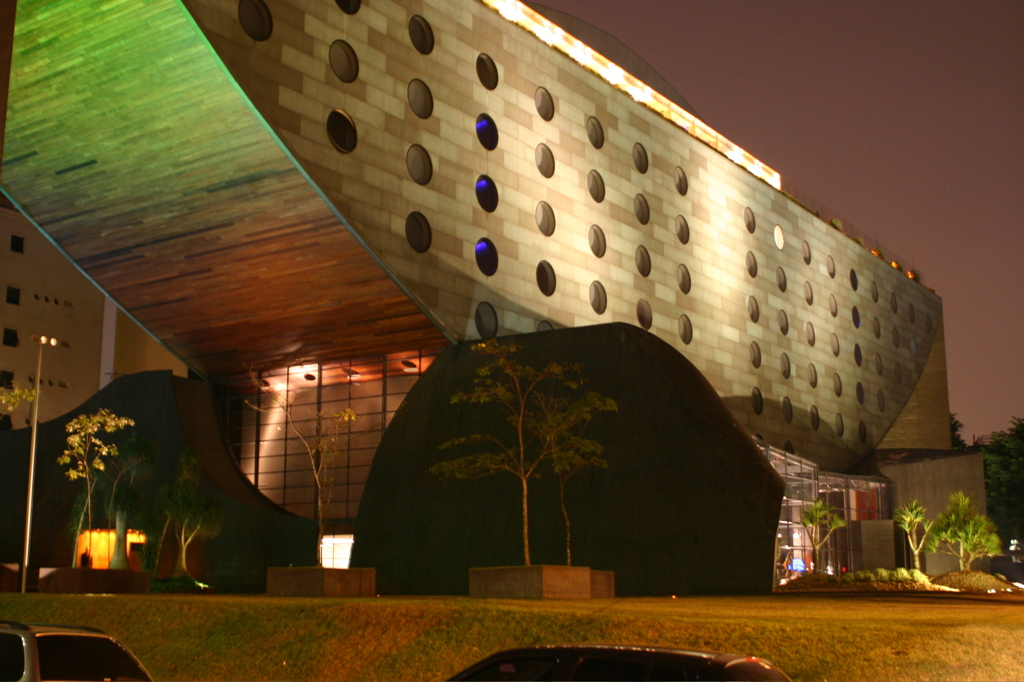
Hotel de noite
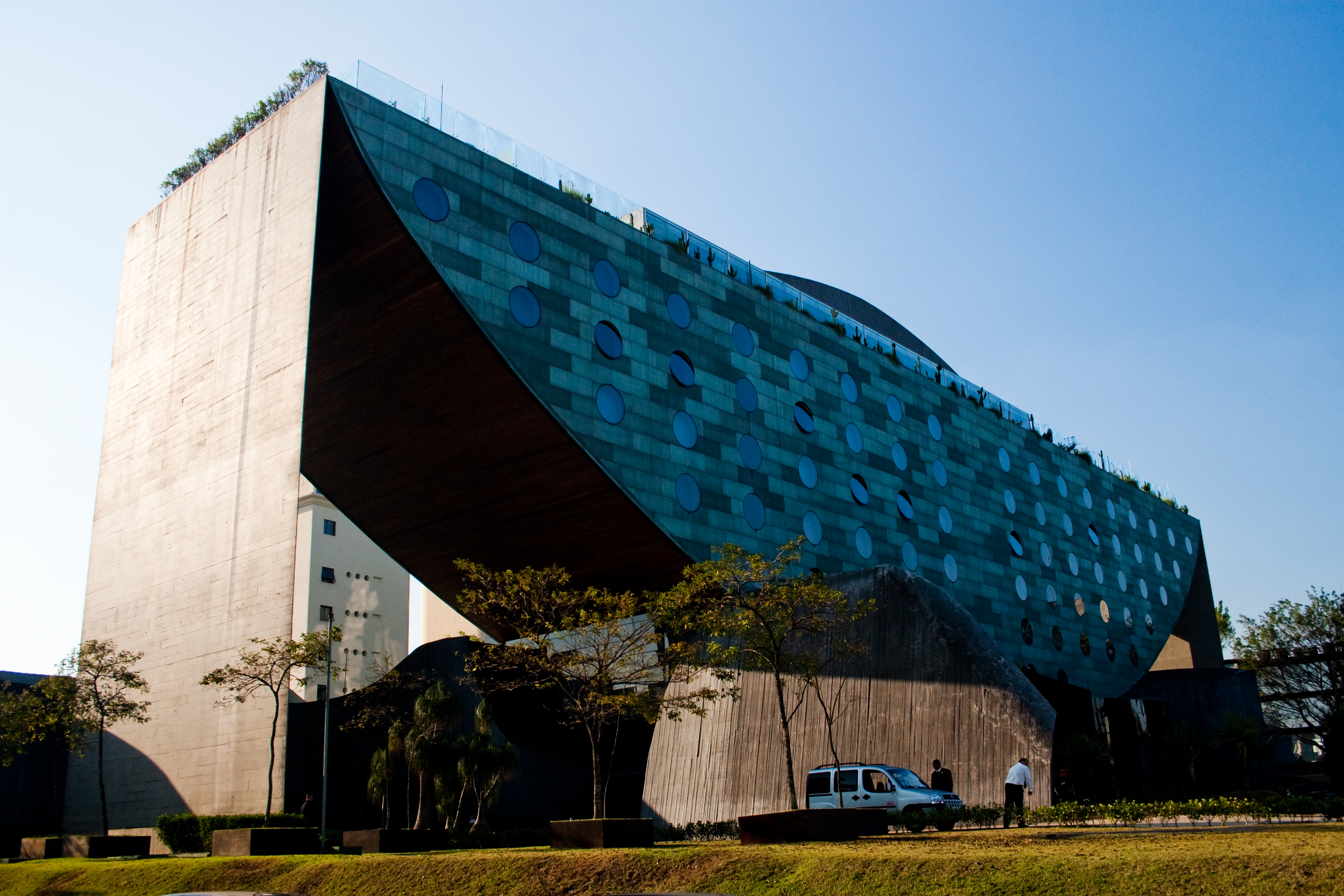
Visto de dia
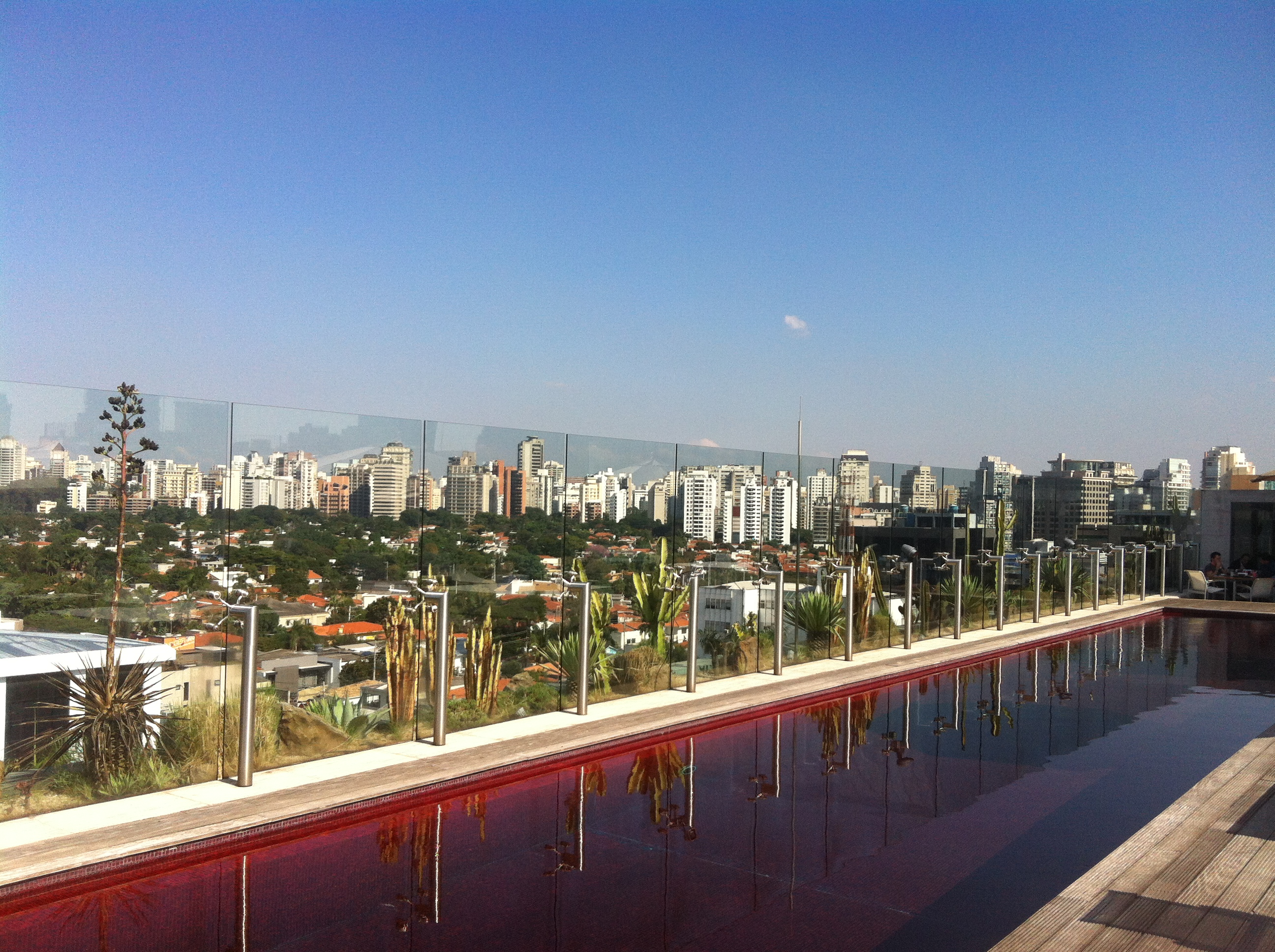
Vista do panorama urbano de São Paulo